# Tshering Wangmo
Tshering Wangmo (ur. ?) – bhutańska lekkoatletka, biegaczka długodystansowa.

## Rekordy życiowe
- Bieg maratoński – 4:54:53 (2002) były rekord Bhutanu[1].